# Sergio "El Comanche" Ramos
Sergio "El Comanche" Gutiérrez Ramos (Cozumel, 27 de setembro de 1935 — Cidade do México, 2 de junho de 2004) foi um ator, diretor e comediante mexicano, notabilizado pelo papel de Seu Brancelha no seriado ¡Ah qué Kiko! e pelo papel de treinador do América, no filme El Chanfle 2, de Chespirito. Curiosamente, nesses seus dois papéis notórios, substituiu Ramón Valdés.
"Comanche" era o nome de um personagem que o ator interpretava no programa de mesmo nome. O personagem ficou tão popular, que acabou virando apelido de Sergio. 
Ele foi um dos comediantes mais notáveis do México, participando de mais de 80 filmes.
Faleceu em 2004, vítima de insuficiência renal, relacionadas à diabetes.

## Filmografia

### Telenovelas
- 1975 - Mundo de juguete.
- 1978 - Gotita de gente, como Clodomiro.
- 1979 - Yara, como El Cachetes.
- 1979 - Ángel Guerra.
- 1979 - Añoranza.
- 1986 - Seducción, como Santiago.
- 1989 - Morir para vivir, como El Pérfido.
- 1993 - Buscando el paraíso.
- 1996 - Confidente de secundaria, como Eladio.
- 1997 - Desencuentro, como Rufino.
- 1999 - El niño que vino del mar, como Chirimbolo.
- 1999 - Alma rebelde, como Narciso.
- 1999 - Cuento de Navidad, como el hombre que saluda a Saúl.
- 2001 - Carita de ángel, como el agente Lizondo.
- 2002 - La otra, como don Joaquín Pardo.
- 2004 - Amarte es mi pecado, como Silvero Almazán.

### Séries
- 1995-1991 - Mujer, casos de la vida real
- 1987-1988 - ¡Ah qué Kiko! (Seu Brancelha)
- 1973 - El Comanche (El Comanche)

### Cinema
- 1965: El proceso de Cristo.
- 1965: Especialista en chamacas.
- 1965: Pistoleros del oeste.
- 1966: ¡Adiós cuñado!
- 1966: Alias el Rata.
- 1966: Santo contra la invasión de los marcianos.
- 1967: Arrullo de Dios.
- 1967: Cómo pescar marido.
- 1968: La manzana de la discordia.
- 1968: Los amigos.
- 1969: Cuando se vuelve a Dios, como Luis.
- 1969: No se mande, profe.
- 1971: La cigüeña sí es un bicho.
- 1971: Que familia tan cotorra!.
- 1971: Tonta tonta pero no tanto.
- 1971: Verano ardiente, como el mesero Antoine.
- 1971: Tacos al carbón.
- 1973: Llanto, risas y nocaut.
- 1973: Nosotros los feos.
- 1974: Marginal, Ó.
- 1975: Albures mexicanos.
- 1975: La cariñosa motorizada.
- 1975: Las fuerzas vivas, como Gaytán.
- 1978: El Chanfle, como Sr. Cejudo.
- 1979: El sexo me da risa.
- 1979: Un cura de locura.
- 1979: Y hacemos de todo morocho.
- 1980: El tonto que hacía milagros, como policía de tránsito.
- 1980: ¡Que viva Tepito!, como Esteban.
- 1981: D. F./Distrito Federal.
- 1982: El Chanfle 2, como Secudo.
- 1982: Fieras contra fieras.
- 1983: Las nenas del amor.
- 1983: Se me sale cuando me río.
- 1983: Viva el chubasco.
- 1984: El mexicano feo.
- 1984: Noche de carnaval]], como Zangarrón.
- 1985: Chiquidrácula.
- 1985: Más vale pájaro en mano.
- 1986: El exterminador nocturno.
- 1986: El superpolicía ochoochenta "880"', como Herculano Castro.
- 1986: La lechería.
- 1986: La mujer policía.
- 1987: Asesinato en la plaza Garibaldi.
- 1987: Cinco nacos asaltan Las Vegas.
- 1987: Destrampados in Los Angeles.
- 1987: Duro y parejo en la casita de pecado.
- 1987: Noche de Califas.
- 1987: Nocturno amor que te vas.
- 1987: Sexo, sexo, ra ra ra.
- 1988: Central camionera.
- 1988: Día de muertos.
- 1988: La banda del golondrino.
- 1988: Mi fantasma y yo.
- 1988: Muertes anunciadas, como don Elías.
- 1989: Bandas guerreras.
- 1989: El cartero alburero.
- 1989: El mil hijos.
- 1989: Entre compadres te veas.
- 1989: La corneta vengadora.
- 1989: La venganza de don Herculano.
- 1989: Los mantenidos también lloran.
- 1989: Los pen...itentes del p u p.
- 1989: Los tres de Palo Alto.
- 1989: Pasándola bien.
- 1989: Peligro paradas continuas.
- 1989: Pobres ricos.
- 1989: Raptola, violola y matola.
- 1989: Rumbera, caliente.
- 1989: Si me las dan me las tomo, como don José.
- 1989: Si mi cama hablara.
- 1989: Solo para adúlteros.
- 1990: A gozar, a gozar, que el mundo se va acabar.
- 1990: Dando y dando.
- 1990: Dos chicanos chiludos, como Raúl.
- 1990: Dos judiciales en aprietos.
- 1990: El agarratodo.
- 1990: La gata Cristy, como Sansón Soto P.
- 1990: La mojada engañada.
- 1990: Nacos vs. narcos, como don Carlos.
- 1990: Objetos sexuales.
- 1990: Para todas tengo.
- 1990: Pelo gallo.
- 1990: Se me dobló la carabina.
- 1990: Tacos, tortas y enchiladas - La Rifa.
- 1990: Zapatero a tus zapatos.
- 1991: ¡Mátenme porque me muero!, como el cantinero.
- 1991: Burbujas de amor.
- 1991: Desvestidas y alborotadas.
- 1991: El callejón de los cocolasos.
- 1991: Las andanzas de Agapito.
- 1991: Las paradas de los choferes.
- 1992: Don Herculano anda suelto.
- 1992: El chupes.
- 1992: Golpe de suerte.
- 1993: Burlando la ley, como don Gume.
- 1993: La lotería.
- 1994: El gato con gatas II, como Leopoldo.
- 1994: El Ráfaga.
- 1995: 3 comunes y corrientes.
- 1995: Me tengo que casar/Papá soltero.
- 1995: Pistoleros anónimos.
- 1995: Tremendo escopetón.
- 1996: Del robo al paraíso.
- 1996: El líder de las masas.
- 1996: La chiva loca.
- 1996: Reencuentros, como taxista.
- 1997: El barón de la mafia.
- 1998: Escorpión negro.
- 1998: La pantera de Michoacán.
- 1998: Los apuros de un heredero destrampado.
- 1998: Sheriff Muerte.
- 2001: 100% potosino.
- 2001: 3 lancheros mas picados.
- 2001: El cuerno del diablo.
- 2001: La fórmula de Rasputin.
- 2003: Sin ton ni Sonia.